# شقراق أوروبي

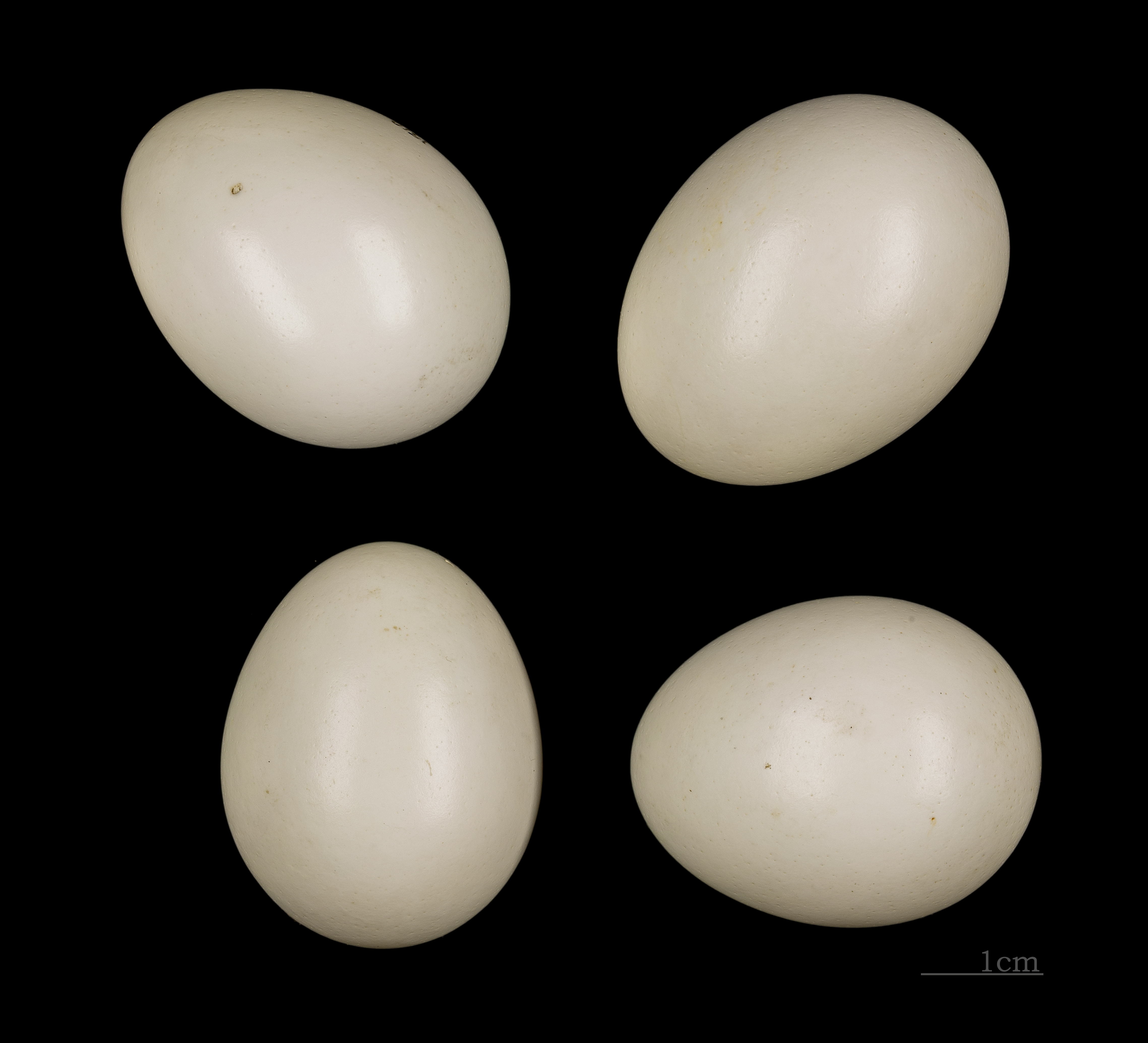
بيض غراب زيتوني أوروبي

شقراق أوروبي أو الخضيري او غراب زيتوني أوروبي (الاسم العلمي:Coracias garrulus) هي نوع من الطيور يتبع جنس الشقراق من فصيلة الشقراقية. اشتقت تسمية الطائر بالخضيري نسبةً إلى أنه عند طيرانه في الجو يبدو لونه أخضر اللون فيروزي تركوازي من بعيد، ولذا سمي بالخضيري. وهو طائر مهاجر عابر ربيعي وخريفي معشش يتواجد في مجموعات صغيرة في الشتاء، في المناطق شبه الصحراوية و الأودية، والمناطق الزراعية المفتوحة والمنتزهات، حيث يجثم على الأشجار وأعمدة الكهرباء والسياجات، والأغصان الميتة في المناطق الزراعية. ويتغذى على الحشرات الكبيرة والديدان والسحالي والعقارب وأحياناً على الفواكه في فصل الشتاء.